# Cyrano de Bergerac (film 1950)
Cyrano de Bergerac – amerykański film przygodowy z 1950 roku oparty na sztuce teatralnej autorstwa Edmonda Rostanda pod tym samym tytułem z 1897 roku. Film był pierwszą angielską wersją filmową sztuki Rostanda, chociaż nagrano kilka wcześniejszych adaptacji w innych językach.
Film został wyprodukowany przez Stanleya Kramera i wyreżyserowany przez Michaela Gordona. José Ferrer otrzymał Oscara dla najlepszego aktora za rolę tytułową.
Film wszedł do domeny publicznej w połowie lat osiemdziesiątych.

## Obsada
- José Ferrer jako Cyrano de Bergerac
- Mala Powers jako Roxane
- William Prince jako Christian de Neuvillette
- Morris Carnovsky jako Le Bret
- Ralph Clanton jako Antoine Comte de Guiche
- Lloyd Corrigan jako Ragueneau
- Virginia Farmer jako Duenna
- Edgar Barrier jako kardynał Richelieu
- Elena Verdugo jako dziewczyna z pomarańczami
- Albert Cavens jako wicehrabia de Valvert
- Arthur Blake jako Montfleury
- Don Beddoe jako Manipulator
- Percy Helton jako Bellerose
- Francis Pierlot jako kapucyński mnich